# 瑪姬·哈桑
瑪格麗特·「瑪姬」·哈桑（英語：（舊姓伍德（Wood））；1958年2月27日—），是一名美國政治人物與民主黨成員。她在2013年當選為第81任新罕布什爾州州長，並將在2017年就任新罕布什爾州資淺參議員。
哈桑在馬薩諸塞州波士顿出生，於布朗大学畢業、並在1985年取得了东北大学法学院法律博士學位，之後在波士顿任職律師和醫療保健主管。
2002年，她在民主黨領導人徵募下首次參選新罕布什爾州參議院第二十三選區，同時民主黨也徵募人初選本州聯邦參議院議席，但她輸給時任參議員羅素·普雷斯科特（Russell Prescott）。2004年她捲土重來終於當選，共連任兩次、任職六年（2005年1月－2010年12月）；自2008年後，哈桑更成為州參議院民主黨多數黨領袖，直到她在2010年失去議席為止。
2011年10月，哈桑宣布參選新罕布什爾州州長，在初選中擊敗前州參議員傑基·茨雷獲得提名。大選中她獲得54.6%選票，壓倒共和黨候選人奧維德·拉蒙塔涅的42.52%選票當選州長，並成為該州繼珍妮·沙欣後第二名女州長；其後2014年選舉她成功連任州長。在州長任期內，哈桑曾擔任民主黨州長協會副主席及民主黨全國代表大會超级代表。
2016年11月8日，她在2016年美國參議院選舉擊敗現任共和黨參議員凯利·阿约特，當選為新罕布什爾州聯邦參議員。

## 外部連結
- 州長瑪姬·哈桑 （页面存档备份，存于）政府官方網站
- 參議員競選網站 （页面存档备份，存于）

| 政党职务               | 政党职务                                                      | 政党职务                  |
| ---------------------- | ------------------------------------------------------------- | ------------------------- |
| 前任者： 约翰·林奇     | 新罕布什爾州州長民主黨被提名人 2012年、2014年                 | 繼任者： 科林·范·奧斯特恩 |
| 前任者： 保羅·霍德斯   | 美國參議員新罕布什爾州民主黨被提名人 （第3類） 2016年、2022年 | 最新的                    |
| 官衔                   |                                                               |                           |
| 前任者： 约翰·林奇     | 新罕布什爾州州長 2013年－2017年                               | 繼任者： 克里斯·蘇努努    |
| 美国参议院             |                                                               |                           |
| 前任者： 凱利·阿約特   | 新罕布什爾州第3類參議員 2017年－ 與珍妮·沙欣同時在任          | 現任                      |
| 美國排位名單           |                                                               |                           |
| 前任者： 谭美·达克沃斯 | 美國參議員資歷 第69位                                         | 繼任者： 約翰·尼利·甘迺迪 |